# De gevangenis
De gevangenis (Zweeds: Fängelse) is een Zweedse dramafilm uit 1949 onder regie van Ingmar Bergman.

## Verhaal
Een regisseur brengt een bevriende journalist in contact met een prostituee over wie hij een scenario moet schrijven. Hij heeft een zelfmoordpoging ondernomen en zij heeft haar kind verdronken. De twee worden verliefd op elkaar.

## Rolverdeling
| Acteur           | Personage                   |
| ---------------- | --------------------------- |
| Doris Svedlund   | Birgitta Carolina Söderberg |
| Birger Malmsten  | Thomas                      |
| Eva Henning      | Sofi                        |
| Hasse Ekman      | Martin Grandé               |
| Stig Olin        | Peter                       |
| Irma Christenson | Linnéa                      |
| Anders Henrikson | Paul                        |
| Åke Fridell      | Magnus                      |
| Curt Masreliez   | Alf                         |